# Gennaro Portanova
Gennaro Portanova (né le 11 octobre 1845 à Naples, en Campanie, alors capitale du royaume des Deux-Siciles et mort le 25 avril 1908 à Reggio de Calabre) est un cardinal italien du XIXe siècle et du début du XXe siècle.

## Biographie
Gennaro Portanova  est professeur au séminaire de Naples. Il est nommé évêque titulaire de Rhosus (de) en 1883 et devient évêque d'Ischia en 1885. Il est promu archevêque de Reggio de Calabre en 1888. Il est aussi administrateur apostolique du diocèse de Bova en 1889-1895, et du diocèse de'Oppido en 1898-99.
Le pape Léon XIII le crée cardinal lors du consistoire du 18 juin 1899. Il participe au conclave de 1903, lors duquel Pie X est élu pape.

## Succession apostolique
Gennaro Portanova a ordonné les évêques suivants :
- Archevêque Giuseppe Morabito (it) (1899)
- Évêque Domenico Scopelliti (it) (1899)